# Fusil d'assaut AO-35
Le AO-35 est un prototype de fusil d'assaut d’origine soviétique,. L’arme est un dérivé de l’AK-47 utilisant une crosse en bois stratifié pour diminuer son poids.
Une version en 5,45 × 39 mm M74 existait. Elle a participé aux essais de 1968 pour le nouveau fusil d’assaut en 5,45 × 39 mm, mais elle a été rejetée. Finalement, l’AK-74 a été adopté pour ce rôle quelques années plus tard.